# Кулажорга
Кулажорга — древний могильник. Расположен в Кокпектинском районе Восточно-Казахстанской области, в восточной части аула Кулажорга. В 1937, 1948 годы исследован Восточно-Казахстанской археологической экспедицией (рук. С. С. Черников), на месте впадения реки Кулажорга в Ертис, на территории, охватывающей 5— 6 км, было обнаружено четыре захоронения. Они состоят из крупных могил, засыпанных землей вперемешку с камнями, диаметром 4,5—12 м, высотой 0,3—0,5 м. Погребенные уложены в каменный ящик в положении на спине, иногда на прав, боку с согнутыми ногами, головой на восток, иногда на запад. В могильнике Кулажорга, названном по имени местности, где проводились первые раскопки, рядом с телом найдены глиняная посуда, наконечники стрел из кости, ювелирные изделия. Глиняная посуда, крашенная красной краской, помещена у изголовья, деревянная посуда возле поясницы. Рядом с мужчинами помещено оружие, возле женщин подвесные золотые серьги, зеркало, бусы. Иногда в могилах встречаются шкуры лошадей, копыта, кости. Найденные предметы датируются 3—1 вв. до н.э,